# Equació d'Euler
Es denomina equació d'Euler a l'equació fonamental que descriu el comportament d'una turbomàquina sota l'aproximació d'un flux unidimensional.

## En potències
La potència per unitat de massa de fluid que es transmet en una turbomàquina segueix la següent equació:
| {\displaystyle {\dot {W}}={\dot {m}}(c_{1u}u_{1}-c_{2u}u_{2})} |

on:
.{\displaystyle {\dot {W}}}és la potència transmesa per la màquina
Si .{\displaystyle {\dot {W}}>0} la potència és absorbida per la màquina (turbina)
Si la potència és cedida per la màquina (bomba).{\displaystyle {\dot {W}}<0}
és el cabal màssic que travessa la màquina.{\displaystyle {\dot {m}}}
és la velocitat absoluta tangencial del fluid.{\displaystyle c_{iu}} El subíndex o indica que es considera solament la velocitat tangencial. Els subíndexs 1 i 2 indiquen entrada i sortida respectivament.
és la velocitat relativa del fluid.{\displaystyle u_{i}}

## En altures hidràuliques
L'altura hidràulica de fluid que es transmet en una turbomàquina segueix la següent equació:
| {\displaystyle H_{u\infty }={\frac {(c_{1u}u_{1}-c_{2u}u_{2})}{g}}} |

on:
és l'altura hidràulica transmesa per la màquina.{\displaystyle H_{u\infty }}
Si l'altura és absorbida per la màquina (turbina).{\displaystyle H_{u\infty }>0}
Si l'altura és cedida per la màquina (bomba).{\displaystyle H_{u\infty }<0}
és la velocitat absoluta tangencial del fluid.{\displaystyle c_{iu}} El subíndex o indica que es considera solament la velocitat tangencial. Els subíndexs 1 i 2 indiquen entrada i sortida respectivament.
és la velocitat relativa del fluid.{\displaystyle u_{i}}
és l'acceleració de la gravetat.{\displaystyle g}

## Definició
Partint de la Llei de Newton per a un sistema obert podem enunciar la conservació de moment cinètic per a un volum fluid:
{\displaystyle E={\frac {d({\dot {m}}c)}{dt}}}
on E són les forces en aquest volum, m la massa del mateix i c la seva velocitat.
Si integrem per al volum tancat en la turbomàquina, podem obtenir la resultant per tota ella:
{\displaystyle \iiint _{1}^{2}E=\iiint _{1}^{2}{\frac {d{\dot {m}}c}{dt}}F={\dot {m}}\cdot (c_{1}-c_{2})}
Però atès que en una turbomàquina la transferència d'energia es produeix a través del moment angular solament ens interessa la component tangencial de c, .{\displaystyle c_{u}} Aquesta component produeix un parell:
{\displaystyle \Gamma ={\dot {m}}(r_{1}c_{1u}-r_{2}c_{2u})}
on R és la distància pel que fa a l'eix
Finalment, veiem que la potència transferida és el parell per la velocitat angular:{\displaystyle {\dot {W}}}
{\displaystyle {\dot {W}}=\Gamma \omega ={\dot {m}}\omega (r_{1}c_{1u}-r_{2}c_{2u})={\dot {m}}(c_{1u}u_{1}-c_{2u}u_{2})}

## Forma alternativa de l'equació d'Euler

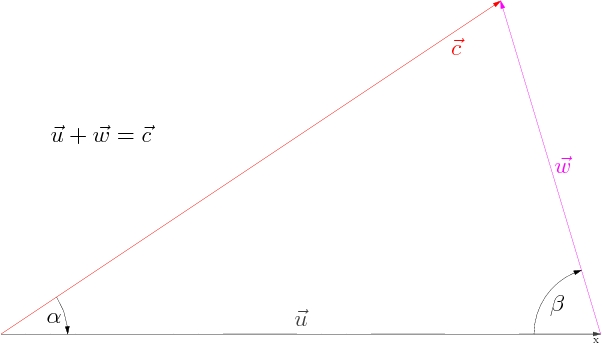
Triangle de velocitats.

Si es parteix dels triangles de velocitats es veu per trigonometria que:
{\displaystyle w^{2}=c^{2}+u^{2}-2uc_{u}}
amb el que:
{\displaystyle u_{1}c_{u1}={\frac {1}{2}}(c_{1}^{2}+u_{1}^{2}-w_{1}^{2})}
{\displaystyle u_{2}c_{u2}={\frac {1}{2}}(c_{2}^{2}+u_{2}^{2}-w_{2}^{2})}

I es dedueix que l'equació d'Euler es pot escriure també com:
| {\displaystyle {\dot {W}}={\frac {\dot {m}}{2}}((c_{1}^{2}-c_{2}^{2})+(u_{1}^{2}-u_{2}^{2})-(w_{1}^{2}-w_{2}^{2}))} |

En aquesta formulació s'hi poden veure per separat les diferents contribucions a la potència transferida, obtenint-se recomanacions per al disseny de turbo-maquinària:
- Per comunicar o extreure energia per unitat de massa del fluid interessa que {\displaystyle u_{1}}i {\displaystyle u_{2}} siguin diferents, com passa amb les turbomàquines centrífugues, que aconsegueixen unes majors potències específiques. No obstant això, facilitats constructives pot interessar una màquina axial que transporti majors cabals sense aquest efecte addicional.
- Igualment interessa sempre accelerar la velocitat absoluta del fluid (compressor) o desaccelerar-la (turbina) mentre que interessa desaccelerar la velocitat relativa (compressor) o accelerar-la (turbina).